# تاسکینو
تاسکینو (به لاتین: Taskino) یک منطقهٔ مسکونی در روسیه است که در استان آمور واقع شده‌است.